# Mars (Yungblud)
Mars è un singolo del cantante britannico Yungblud pubblicato il 27 novembre 2020.

## Tracce
1. Mars – 3:07